# Вуд (Вісконсин)
Вуд (англ. Wood) — місто (англ. town) в США, в окрузі Вуд штату Вісконсин. Населення — 757 осіб (2020).

## Демографія
Згідно з переписом 2010 року, у місті мешкало 796 осіб у 303 домогосподарствах у складі 231 родини. Було 333 помешкання
Расовий склад населення:
| - 98,9 % — білих - 0,3 % — чорних або афроамериканців - 0,3 % — азіатів - 0,1 % — корінних американців |

До двох чи більше рас належало 0,4 %. Частка іспаномовних становила 0,5 % від усіх жителів.
За віковим діапазоном населення розподілялося таким чином: 21,4 % — особи молодші 18 років, 62,6 % — особи у віці 18—64 років, 16,0 % — особи у віці 65 років та старші. Медіана віку мешканця становила 45,3 року. На 100 осіб жіночої статі у місті припадало 113,4 чоловіків;  на 100 жінок у віці від 18 років та старших — 112,9 чоловіків також старших 18 років.
Середній дохід на одне домашнє господарство  становив 69 099 доларів США (медіана — 51 833), а середній дохід на одну сім'ю — 80 347 доларів (медіана — 61 875). Медіана доходів становила 46 000 доларів для чоловіків та 33 203 долари для жінок. За межею бідності перебувало 6,8 % осіб, у тому числі 9,8 % дітей у віці до 18 років та 7,5 % осіб у віці 65 років та старших.
Цивільне працевлаштоване населення становило 380 осіб. Основні галузі зайнятості: освіта, охорона здоров'я та соціальна допомога — 26,6 %, виробництво — 20,5 %, роздрібна торгівля — 10,8 %, сільське господарство, лісництво, риболовля — 10,3 %.